# Die Brüderschaft
Die Brüderschaft – czasopismo szachowe  ukazujące się w Niemieczech od 1885 roku. W 1888 zmieniło nazwę na Deutsches Wochenschach.